# Djampeaniltava
De djampeaniltava (Cyornis djampeanus) is een zangvogel uit de familie Muscicapidae (vliegenvangers). De vogel werd in 1896 door Door Ernst Hartert als Siphia djampeana als nieuwe soort beschreven. Door BirdLife International wordt dit taxon beschouwd als een soort en daarom heeft hij een vermelding op de Rode Lijst van de IUCN. Sinds 2013 staat dit taxon op de IOC World Bird List als ondersoort van de Sulawesiniltava.

## Verspreiding en leefgebied
Deze soort is endemisch op het eiland Djampea, een van de eilanden van de Kepulauan Selayar, een eilandengroep ten zuiden van het eiland Celebes .